# Elecciones generales de Italia de 1882
Las elecciones generales se celebraron en Italia el 29 de octubre de 1882, con una segunda vuelta celebrada el 5 de noviembre. El bloque de izquierda "ministerial" emergió como el más grande en el Parlamento, ganando 289 de los 508 escaños.

## Sistema electoral
Poco antes de las elecciones, la edad mínima para votar se redujo de 25 a 21 y el requisito de impuestos se redujo de 40 a 19,80 liras, mientras que los hombres con tres años de educación primaria quedaron exentos de ella. Esto resultó en un incremento del número de votantes elegibles de 621.896 en las elecciones de 1880 a 2.017.829. El sistema electoral se cambió de uno basado en distritos electorales uninominales a uno basado en distritos pequeños plurinominales con entre dos y cinco escaños. Los votantes tenían tantos votos como candidatos, excepto en los distritos electorales con cinco escaños, en los que estaban limitados a cuatro votos. Para ser electo en primera vuelta, un candidato necesitaba la mayoría absoluta de los votos emitidos y recibir un número de votos equivalente al menos a un octavo del número de votantes registrados. Si se requería una segunda vuelta, el número de candidatos que pasaban era el doble del número de escaños disponibles.

## Contexto histórico
La Izquierda histórica fue liderada por el Primer Ministro de Italia, Agostino Depretis, un miembro destacado de la política italiana durante décadas. El bloque de la Derecha histórica estaba dirigido por Marco Minghetti, un político conservador y ex primer ministro, de Bolonia. Un tercer gran grupo parlamentario fue la Extrema izquierda histórica, una organización de extrema izquierda dirigida por Agostino Bertani, un revolucionario italiano.
El bloque de izquierda "ministerial" emergió como el más grande en el Parlamento, ganando 289 de los 508 escaños; la derecha logró el segundo lugar con 147 escaños. Depretis fue confirmado Primer Ministro por el rey Humberto I.

## Partidos y líderes
| Partido | Partido                     | Ideología                     | Líder               |
| ------- | --------------------------- | ----------------------------- | ------------------- |
|         | Izquierda histórica         | Liberalismo, Centrismo        | Agostino Depretis   |
|         | Derecha histórica           | Conservadurismo, Monarquismo  | Marco Minghetti     |
|         | Extrema izquierda histórica | Republicanismo, Radicalismo   | Agostino Bertani    |
|         | Izquierda disidente         | Progresismo, Socioliberalismo | Giuseppe Zanardelli |

## Resultados
|  | 56,89 % |

|  | 28,94 % |

|  | 8,66 % |

|  | 3,74 % |

|  | 1,77 % |

|  | 95,13 % |

|  | 4,87 % |

|  | 100 % |

|  | 60,65 % |

1. 1 2 3 4 5  Estimado